# Олуасо
Олуасо (кінець XIV — 1-а пол. XV ст. ст.) — 6-й алаафін (володар) держави Ойо.

## Життєпис
Син алаафіна Корі, після смерті якого спадкував трон. Відрізнявся миролюбством. За усними оповідями йоруба за часів його панування в державі царювали спокій і любов. По свій країні звів численні палаци та храми. Запровадив (близько 1416 року) церемонію інтронизації нового алаафіна (пупупу), де важливу роль став відігравати басорун (перший міністр).
Відомий Олуасо також численним гаремом, де було більше 100 дружин і наложниць, від яких мав 1460 дітей. Трон спадкував його син Онігбогі.